# Ipiranga (Paraná)
Ipiranga è un comune del Brasile nello Stato del Paraná, parte della mesoregione del Sudeste Paranaense e della microregione di Prudentópolis. Si trova a 139 km dalla capitale dello Stato Curitiba.